# Gallup International Association
Gallup International Association — асоціація організацій, що спеціалізуються на опитуваннях громадської думки, зареєстрована у Цюриху (Швейцарія). Асоціація була створена у 1947 році у Великій Британії. З 1 січня 2018 року штаб-квартира керівництва розташована у Відні (Австрія).

## Історія
Gallup International Association була створена у 1947 році у Великій Британії доктором Джорджем Ґеллапом. Джордж Ґеллап був президентом Асоціації з моменту її створення і до його смерті у 1984 році.

### Правовий спір щодо назви
Gallup International Association і Інститут Ґеллапа (Gallup Inc., Нью-Йорк, США) були залучені до правового спору щодо використання імені Ґеллап.